# Quatermain II – Auf der Suche nach der geheimnisvollen Stadt
Quatermain II – Auf der Suche nach der geheimnisvollen Stadt ist ein US-amerikanischer Spielfilm von Gary Nelson aus dem Jahr 1987. Er ist eine Fortsetzung des Films Quatermain – Auf der Suche nach dem Schatz der Könige aus dem Jahr 1985. Wie schon der erste Teil beruht auch dieser Actionfilm auf einem Roman von H. Rider Haggard und wurde von Cannon Films produziert.

## Handlung
Afrika in den 1910er Jahren. Abenteurer Allan Quatermain und die Archäologin Jessie Huston sind nach den Geschehnissen um König Salomons Diamanten ein Paar geworden, bewohnen inzwischen ein Herrenhaus im Dschungel und führen ein beschauliches Leben. Die Idylle wird jäh gestört, als Dumont, ein Freund Quatermains, diesen dem Tode nah aufsucht. Dieser gehörte einst zur Expedition von Allans Bruder Robeson, der seitdem verschollen ist. Dumont glaubt sich außerdem verfolgt. Quatermain stellt die maskierten Jäger und entreißt diesen etwas Goldschmuck, der keiner bestimmten Kultur zugeordnet werden kann. Kurz darauf ist Dumont tot, und Quatermain macht sich auf den Weg, seinen Bruder zu suchen und die Angreifer aufzuspüren, denn beides scheint in irgendeiner Weise zusammenzuhängen.
Quatermain sucht den in der Nähe wohnenden Guru Swarma auf, der tatsächlich jedoch ein Scharlatan ist. Swarma klärt Allan über die Hintergründe auf: Der Goldschmuck stammt von einer verborgenen goldenen Stadt, in welcher eine bislang unbekannte weiße Rasse leben soll. Robeson war auf der Suche nach beidem, als er verschwand. Daraufhin bricht Quatermain mit Jessie, Swarma und dem Kriegerhäuptling Umslopogas auf, um Robeson zu finden. Nach etlichen Gefahren wie kriegerischen Stämmen und einer Fahrt durch von Kaskaden durchzogenes Höhlenlabyrinth gelangt die Gruppe tatsächlich zu der an einem Wasserfall gelegenen, goldenen Stadt.
Hier finden sie tatsächlich Robeson, der inmitten der fremden Rasse ein neues Zuhause gefunden hat. Doch es gibt auch neuen Ärger: Die Stadt steht unter der Fuchtel des Hohepriesters Agon, der einst als Sklavenhändler hierherkam und nun einen kriminellen Goldhandel in einer unterirdischen Mine betreibt. Lediglich durch gutes Zureden der beiden verschwisterten Königinnen Nylephta und Sorais werden Quatermain und Co. nicht hingerichtet. Quatermain gelingt es, Agons tödliche Riten endgültig zu beseitigen. Daraufhin versucht der Hohepriester, Quatermain aus dem Weg zu schaffen, da dieser ihm bei seinem Plan, die Stadt zu übernehmen, im Weg steht. Durch seine Gier auf Gold schafft Agon es, Swarma auf seine Seite zu bringen. Gemeinsam mit der ebenfalls ihm hörigen Königin Sorais und einer Armee von Kriegern greift er die Stadt schließlich an. Im letzten Moment gelingt es Quatermain und seinen Kameraden, die Angreifer zu besiegen. Agon stirbt durch sein eigenes Gold.

## Kritiken
- Wolff Dobson schrieb im „Wolff Movie Index“, dass Sharon Stone mehr als im ersten Film schauspielere. Der Film sei amüsant.[2]
- „Quatermain muss die üblichen langweiligen inszenierten Gefahren erwehren. Preiswerte Fortsetzung zu Quatermain. Steif, hirnlos, lachhafte Spezialeffekte“.[3]
- David Annandale schrieb auf upcomingdiscs.com, der Film sei eine Fortsetzung eines Films, der die schlechteste von den Verfilmungen des Romans sei. Er knüpfe an die Erfolge der Filme mit Indiana Jones an, sogar die Filmmusik erinnere an diese Filme. Er sei jedoch nicht so aufregend und witzig wie die Filme von Steven Spielberg. Die Spezialeffekte seien schlecht, die geschlechtsspezifischen Klischees seien störend, die Handlung ist ein Nonsens.[4]

## Auszeichnungen
- Nominierung für die Goldene Himbeere für Sharon Stone im Jahr 1988 als schlechteste Schauspielerin.

## Sonstiges
- Der Film wurde wie der erste Teil in Simbabwe gedreht.[5] Die Dreharbeiten erfolgten direkt nach der Produktion des ersten Teils, aber die Veröffentlichung wurde mehrfach verzögert.[6]
- 2004 folgte mit Quatermain und der Schatz des König Salomon eine weitere Neuverfilmung der Buchvorlage. Die Titelrolle übernahm dieses Mal Patrick Swayze.
- Ein von Produzent Menahem Golan geplanter dritter Teil mit dem Titel Allan Quatermain and the Jewel of the East wurde nicht realisiert.[7]